# Amparanoia
Amparanoia is de band en het pseudoniem van de Spaanse zangeres/gitariste Amparo Sánchez (24 september 1969, Granada, Spanje). De naam is afgeleid van het woord amparar (bescherming), maar is ook een samentrekking van 'Amparo' en 'paranoia'. Met Amparanoia groeide Sánchez uit tot een van de grote namen in de mestizo-beweging geworden (artiesten die crossover-muziek maken en vaak aan elkaars platen meewerken). De band ging eind 2006 uit elkaar maar werd in 2017 heropgericht.

## Geschiedenis

### 1984-1995; de beginjaren
Sánchez, een tienermoeder die Billie Holiday tot haar voorbeelden rekent, richtte op zestienjarige leeftijd Los Correcaminos (vernoemd naar Roadrunner) op; een band waarmee ze blues, soul, rock en jazz speelde en in korte tijd een reputatie opbouwde in de regio.
Begin jaren 90 richtte Sánchez Amparo & The Gang op waarmee ze in 1993 Haces Bien uitbracht op Fabrica Magnetica. Dit label ging twee maanden later failliet en ook The Gang viel binnen de kortste keren uiteen.
Sanchez verruilde het bluescircuit van Granada voor de latin-scene van Madrid; dankzij Manu Chao leerde ze ook verwante muziekstijlen kennen.
In 1995 formeerde Sanchez met o.a. Robert Johnson en Piluka de band Ampáranos del Blues (Bescherm ons tegen de blues) waarmee ze o.a. door Spanje en Zuid-Frankrijk toerde.

### 1996-1999; de eerste twee albums
Ampáranos del Blues werd omgedoopt tot het latin-georiënteerde Amparanoia en nam eind 1996 een demo op die de band een contract opleverde bij Edel.
In 1997 verscheen het debuutalbum El Poder de Machín (een verwijzing naar de in Spanje populaire bolero-zanger Antonio Machin) dat wereldwijd lovende reacties kreeg.
In het najaar van 1997 ging Amparanoia op tournee met Manu Chao; diens La Caravane des Quartiers werd afgewerkt per autobus.
In 1998 maakte Sánchez indruk op het publiek door ondanks haar 8 maanden zwangerschap op het podium te staan.
In 1999 verscheen het album Feria Furiosa waarop meer Cubaanse invloeden te horen zijn dan op El Poder De Machin. Manu Chao, Gambit, JuanLu, Joan Garriga, Dani Mono Loco, de broers Muguruza, Tonino, Huajolote en Mucho Muchacho verleenden allemaal een gastbijdrage. De eerste twee albums werden in Nederland niet uitgebracht.
Eind 1999 viel de bezetting waarmee de eerste twee platen werden opgenomen uit elkaar. Sánchez nam een plaat met kinderliedjes op die ze in 2000 uitbracht onder het pseudoniem Los Bebesones.

### 2000-2001
Eind 2000 werd er een nieuwe Amparanoia opgericht die zowel in kleine als grote bezettingen optrad. Het eerste wapenfeit was de reggae-getinte single Llámame Mañana.
Vervolgens reisde Sanchez dat jaar naar Mexico, waar ze diep onder de indruk raakte door de strijd van de Zapatisten. Bij terugkomst in Spanje organiseerde ze vanuit een soundsystem een reeks benefietconcerten met diverse artiesten. De opbrengsten gingen naar de gemeenschap 'La Realidad' in Chiapas die Sanchez in januari 2001 persoonlijk overhandigde tijdens haar deelname aan de Mars van de Zapatisten naar Mexico-Stad.

### 2002-2004
In 2002 verscheen Somos Viento; op dit album was de muziek veelzijdiger (minder latin-georiënteerd) en de teksten meer maatschappijkritisch. Sanchez wilde echter geen protestzangeres worden genoemd. In 2003 verscheen de elektronisch getinte opvolger Enchilao.
Vervolgens nam Sanchez een nummer op met Calexico, Don't Leave Me Now, dat in 2004 aan de verzamelaar Rebeldía Con Alegría werd toegevoegd. Zodoende kregen nummers van El Poder de Machín en Feria Furiosa alsnog een Nederlandse release.

### Rustpauze
In 2006 verscheen La Vida Te Da, het vijfde en laatste studioalbum; de luxe-editie bevat een making of-DVD en een aantal bonustracks waaronder Ven, een duet met de Argentijns/Puerto Ricaanse latin-ska zangeres Mimi Maura en een coverversie van Bob Marleys Redemption Song.
In november 2006 werd een tienjarige periode afgesloten met een concert in de Sala Apolo, Barcelona dat werd vastgelegd op de live-CD/DVD Seguiré Caminando, gecompleteerd door een verzameling remixen en rariteiten.
Na een jaar vrijaf begon Amparanoia in april 2008 aan een afscheidstournee die op 21 oktober naar de Tivoli in Utrecht voerde en 19 december in Mexico eindigde.
In 2010 bracht Sanchez haar eerste solo-album Tucson-Habana uit.

### Heroprichting
Naar aanleiding van de twintigste verjaardag van El Poder de Machín, ging Amparania opnieuw op tournee. In België waren Gent, Brussel en Brugge stopplaatsen van deze tournee. De voorlopig laatste halte in België had plaats in september 2019 in Bredene, tijdens Manifiesta.
Begin 2021 verscheen het album Himnopsis Colectiva.

## Discografie

### Albums
- El Poder de Machín, 1997
- Feria Furiosa, 1999
- Somos Viento, 2002
- Enchilao, 2003
- Rebeldía con Alegría, 2004
- La Vida Te Da, 2006
- Seguiré Caminando, 2008
- En Coro de mi Gente, 2018
- Himnopsis Colectiva, 2021

### Singles
- Hacer Dinero, 1997
- En la Noche, 1997
- Me Lo Hago Sola, 1997
- Que Te Den, 1998
- ¿Qué Será De Mi?, 1999
- Desperado, 1999
- La Pared, 1999
- La Maldición, 1999
- Llámame Mañana, 2000
- La Fiesta, 2002
- Somos Viento, 2002
- Mar Estrecho, 2002